# Boulevard du Midi - Louise-Moreau
Cet article possède un paronyme, voir Boulevard du Midi.
 (février 2025).
Si vous disposez d'ouvrages ou d'articles de référence ou si vous connaissez des sites web de qualité traitant du thème abordé ici, merci de compléter l'article en donnant les références utiles à sa vérifiabilité et en les liant à la section « Notes et références ».
Le boulevard du Midi - Louise-Moreau est une voie de la commune française de Cannes dans le département des Alpes-Maritimes en région Provence-Alpes-Côte d'Azur.

## Situation et accès
Situé dans le quartier de La Bocca, il part de l'avenue du Général-de-Gaulle situé à Mandelieu-la-Napoule et se poursuit à l'est par le boulevard du Midi Jean-Hibert situé quant à lui à Cannes. C'est d'abord une voie de grande circulation pourvue de deux voies automobiles. L'une de ses plus grandes particularités touristiques est la présence de multiples plages tout au long du boulevard.
Le boulevard du Midi - Louise-Moreau est compris dans la route départementale 6098.

## Origine du nom
Elle porte le nom de la résistante et femme politique française Louise Moreau (1921-2001).

## Historique
Sur la plage au lieu-dit des « Rochers de La Bocca », il y avait jusqu'en 1986 un blockhaus italien à 2 étages, composé de 2 casemates pour canon et un poste d'observation sur la mer. Une passerelle en béton permettait de passer par-dessus la voie ferrée qui loge la route côtière.
Le 9 mars 2006, Jacques Chirac, président de la République, inaugure à Cannes le « boulevard du Midi - Louise-Moreau ».
Lors des inondations d'octobre 2015 dans les Alpes-Maritimes, le boulevard est durement touché par les intempéries.